# Anne Renaud
Pour les articles homonymes, voir Renaud (homonymie).
Ne doit pas être confondu avec Madame Renaud.
Anne Renaud (née le 24 mars 1970 à Ambilly) est une athlète et une auteure de bandes dessinées française.

## Carrière sportive
Spécialiste du 400 mètres haies, elle remporte trois titres de championne de France du 400 m haies, en 1995, 1996 et 1997.

### Palmarès
- Championnats de France d'athlétisme :
  - 3 fois vainqueur du 400 m haies en 1995, 1996 et 1997.

### Records
| Épreuve     | Performance | Lieu         | Date |
| ----------- | ----------- | ------------ | ---- |
| 400 m       | 52 s 72     | Franconville | 1992 |
| 400 m haies | 56 s 51     | Belfort      | 1996 |
| 300 m haies | 47 s 56     | Saint-Renan  | 2025 |

## Illustratrice
Anne Renaud a publié la série de bande dessinée HEL aux éditions Delcourt, collection Conquistador. Elle effectuera par la suite un séjour en hôpital psychiatrique.